# Tele Ciudadana
Tele Ciudadana fue un canal de televisión pública ecuatoriano, lanzado al aire el 1 de diciembre de 2014. Fue sacado del aire el 21 de agosto de 2018 debido a sus altos costes de operación, causando con ello perjuicios económicos para el Estado Ecuatoriano. Era operada por la Secretaría Nacional de Comunicación SECOM y fue parte de Empresa Pública de Comunicación del Ecuador (antes Medios Públicos EP).

## Programación
El canal transmitió hasta el año de su cierre en el 2018, contenidos de productores independientes locales e internacionales, tales como HispanTV, RT en Español y Telesur.